# Mirostrellus joffrei
Mirostrellus joffrei (Thomas, 1915) è un pipistrello della famiglia dei Vespertilionidi, unica specie del genere Mirostrellus (Görföl, Kruskop, Tan Tu, Estök, Truong Son & Csorba, 2020), diffuso nel Subcontinente indiano.

## Etimologia
L'epiteto generico trae origine dalla combinazione delle due parole latine "mirus-", meraviglia o sorpresa e "-pipistrellus", riflettendo così lo stato d'animo degli autori riguardo alla sua reale posizione sistematica e alla sua inaspettata ampia diffusione.

## Descrizione

### Caratteristiche ossee e dentarie
Il cranio presenta proiezioni sopra-orbitali distinte che si estendono oltre il profilo del cranio stesso. La mandibola è moderatamente robusta. Gli incisivi superiori interni sono chiaramente bicuspidati, mentre quelli più esterni non raggiungono in lunghezza la seconda cuspide dei primi. I canini superiori sono grandi. il premolare anteriore superiore è piccolo e disposto fuori la linea alveolare, verso la parte interna. I molari inferiori sono di tipo myotodonte.
Sono caratterizzati dalla seguente formula dentaria:

### Dimensioni
Pipistrello di piccole dimensioni, con la lunghezza della testa e del corpo di 56 mm, la lunghezza dell'avambraccio tra35,7 e 40,2 mm, la lunghezza della coda di 39 mm, la lunghezza del piede di 8 mm e la lunghezza delle orecchie di 14 mm..

### Aspetto
La pelliccia è corta e setosa. Le parti dorsali variano dal marrone pallido al bruno-rossastro, mentre le parti ventrali sono marroni pallide. Il muso è rigonfio a causa di grosse masse ghiandolari sui lati. Le orecchie sono corte, larghe e rotonde, con il margine interno convesso, la punta arrotondata e il margine esterno convesso. Il lobo anti-tragale è poco sviluppato. Il trago è molto corto, allargato sopra, il margine interno concavo, il margine esterno convesso e con un lobo basale triangolare. Il quinto dito dell'ala è ridotto, con la prima falange che arriva all'altezza dell'estremità del metacarpo del quarto dito. Le membrane alari sono nerastre, lunghe, strette ed attaccate posteriormente alle caviglie opposte alla base del calcar. La punta della coda si estende oltre l'uropatagio. Il pene presenta un osso penico di circa un millimetro di lunghezza.

## Biologia

### Comportamento
Si rifugia nelle cavità degli alberi. Cattura le prede negli spazi aperti, volando per lunghe distanze per individuare alte concentrazioni di insetti volanti notturni.

### Alimentazione
Si nutre di insetti.

## Distribuzione e habitat
Questa specie è diffusa dal Nepal fino al Vietnam settentrionale, attraverso gli stati indiani del Sikkim e Meghalaya, Myanmar occidentale e nella parte occidentale della provincia cinese dello Yunnan.
Vive nelle foreste in prossimità dei fiumi tra 1.000 e 2.038 metri di altitudine.

## Conservazione
La IUCN Red List, considerato che questa specie era conosciuta al momento della valutazione soltanto in due località e che non c'erano ulteriori informazioni circa il suo areale, la popolazione, l'ecologia e le eventuali minacce, classifica M.joffrei come specie con dati insufficienti (DD).